# Чарыев, Розымамед Алиевич
Розымамед Алиевич Чарыев (1914, Закаспийская область, Туркестанский край, Российская империя — 1989, Туркменская ССР, СССР) — советский туркменский хозяйственный, государственный и партийный деятель.

## Биография
Родился в 1914 году. Член ВКП(б) с 1942 года.

### Образование
Окончил зоотехнический факультет Туркменского сельскохозяйственного института.
В 1968 в Институте зоологии Отделения биологических наук Академии наук Туркменской ССР защитил диссертацию на соискание учёной степени кандидата экономических наук. Тема диссертации: «Некоторые вопросы интенсификации каракулеводства: на материалах Туркменской ССР».

### Трудовая деятельность
С 1940 года — на хозяйственной, общественной и политической работе:
- главный зоотехник районного земельного отдела,
- 1-й секретарь Карлюкского районного комитета КП(б) Туркменистана,
- заведующий Сельскохозяйственным отделом Чарджоуского областного комитета КП(б) Туркменистана,
- секретарь Чарджоуского областного комитета КП(б) Туркменистана,
- председатель Исполнительного комитета Чарджоуского областного Совета,
- секретарь ЦК КП Туркменистана,
- 1-й секретарь Марыйского областного комитета КП Туркменистана,
- 1-й заместитель министра, министр производства и заготовок сельскохозяйственных продуктов Туркменской ССР,
- член Бюро ЦК КП Туркменистана по руководству сельским хозяйством,
- директор конезавода «Комсомол» Ашхабадского района.

с 1985 г. на пенсии.
Кандидат экономических наук (1968, тема диссертации «Некоторые вопросы интенсификации каракулеводства (на материалах Туркменской ССР)»). Заслуженный работник сельского хозяйства Туркменской ССР.
Избирался депутатом Верховного Совета СССР 6-го созыва.
Умер в 1989 году.

## Награды
- Орден Ленина (1957)
- Орден Октябрьской Революции (1984)
- Орден Трудового Красного Знамени (1950)
- Медаль «За трудовую доблесть» (1946)